# 德島線
德島線（日语：／ Tokushima sen */?）是一條由四國旅客鐵道（JR四國）營運的鐵道路線（地方交通線）。全路段皆位於德島縣境內，是連接三好市的佃站至德島市的佐古站為止的地方交通線。路線代碼為「B」。但在實際行車營運上，佃站和佐古站均不是路線的終點站，而是隔鄰的德島站及阿波池田站。
日本國有鐵道年代，德島線原本稱為「德島本線」，而且位於佐古站至德島站的一段與高德線重叠的路段也一併計算入路線總長度中。1987年國鐵分割民營化後，接手的JR四國將上述的重覆路軌剔除，翌年又將路線名稱改為現名，並且加入了副名：「吉野川藍色鐵道」（日语：よしの川ブルーライン）。

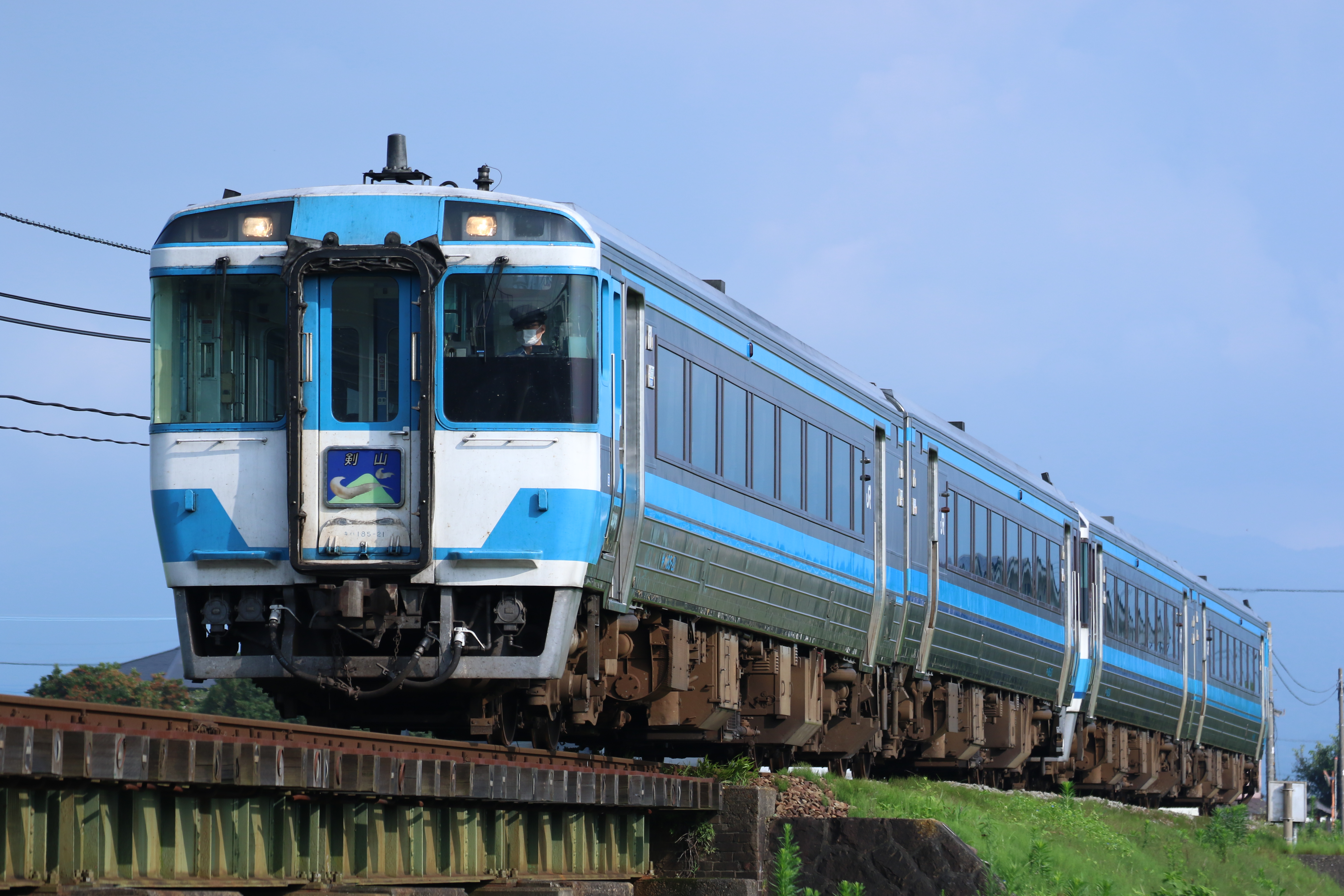
下浦站至牛島站間的KiHa185系特急列車「劍山號 (2020年7月)」

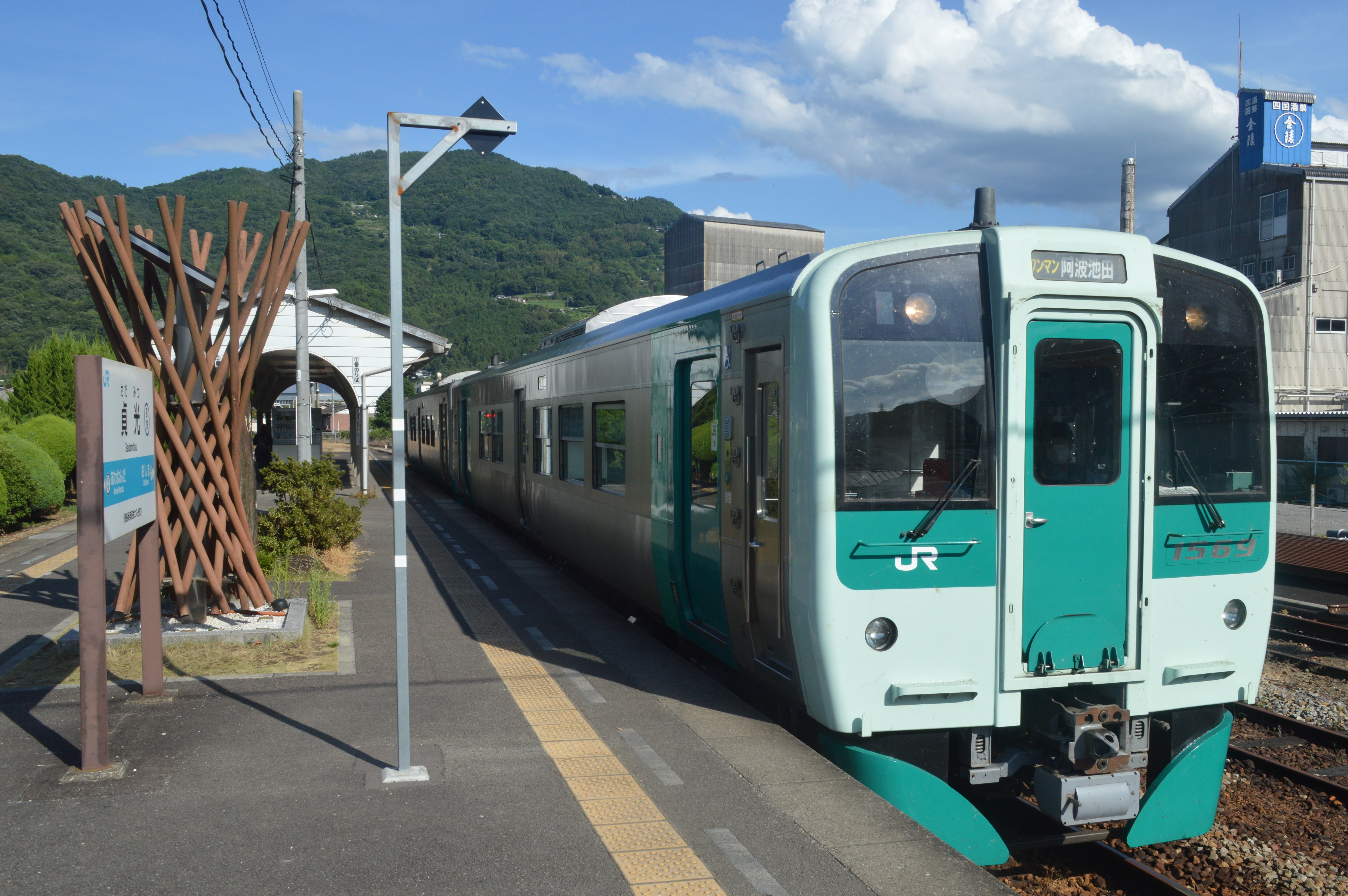
在貞光站停靠的JR四國1500型柴聯車 (2022年8月)

## 路線資料
德島線主要沿吉野川而建，將德島縣的東西部連貫起來，全线行驶于河川的南岸，但路线基本上沿河川兴建，因此北岸也在服务范围。
- 管轄（事業類別）：四國旅客鐵道（第一種鐵道事業者）
- 路線距離（營業距離）：67.5公里
- 軌距：1067毫米
- 站數：24個（包括起終點站）
  - 若只限屬於德島線的車站，排除起點的佃站（屬於土讚線[1]）則為23個。終點的佐古站屬於德島線[1]，但是根據國鐵分割民營化時當時的運輸省提出的事業基本計劃，佐古站的所在地記載不是德島本線（當時）而是高德本線（當時）[1]。若跟從基本計劃的記述將佐古站視為高德線車站，屬於德島線的車站有22個。
- 複線路段：沒有（全線單線）
- 電氣化路段：沒有（全線非電氣化（日语：非電化））
- 閉塞方式：
  - 單線自動閉塞式（佃站－辻站間）
  - 自動閉塞式（特殊）（辻站－佐古站間）
- 最高速度：110公里/小時
- 指令所：高松指令所

## 使用车辆
國鐵時代德島線车辆主要為KiHa40系・KiHa47系柴聯車，JR四國接手後，著力發展本線成為德島、高知兩縣間的連繫干线，因此投入许多新型列车，例如自行研发的JR四國1000型柴聯車便率先引入德島線，後來的1200型及1500系柴聯車也是最先投入於本線內。另外採用日本國鐵KiHa185系柴聯車作為行走特急列車之用。

### 現在使用车辆
- KiHa185系 - 特急“劍山”
- 1000型・1200型
- 1500型

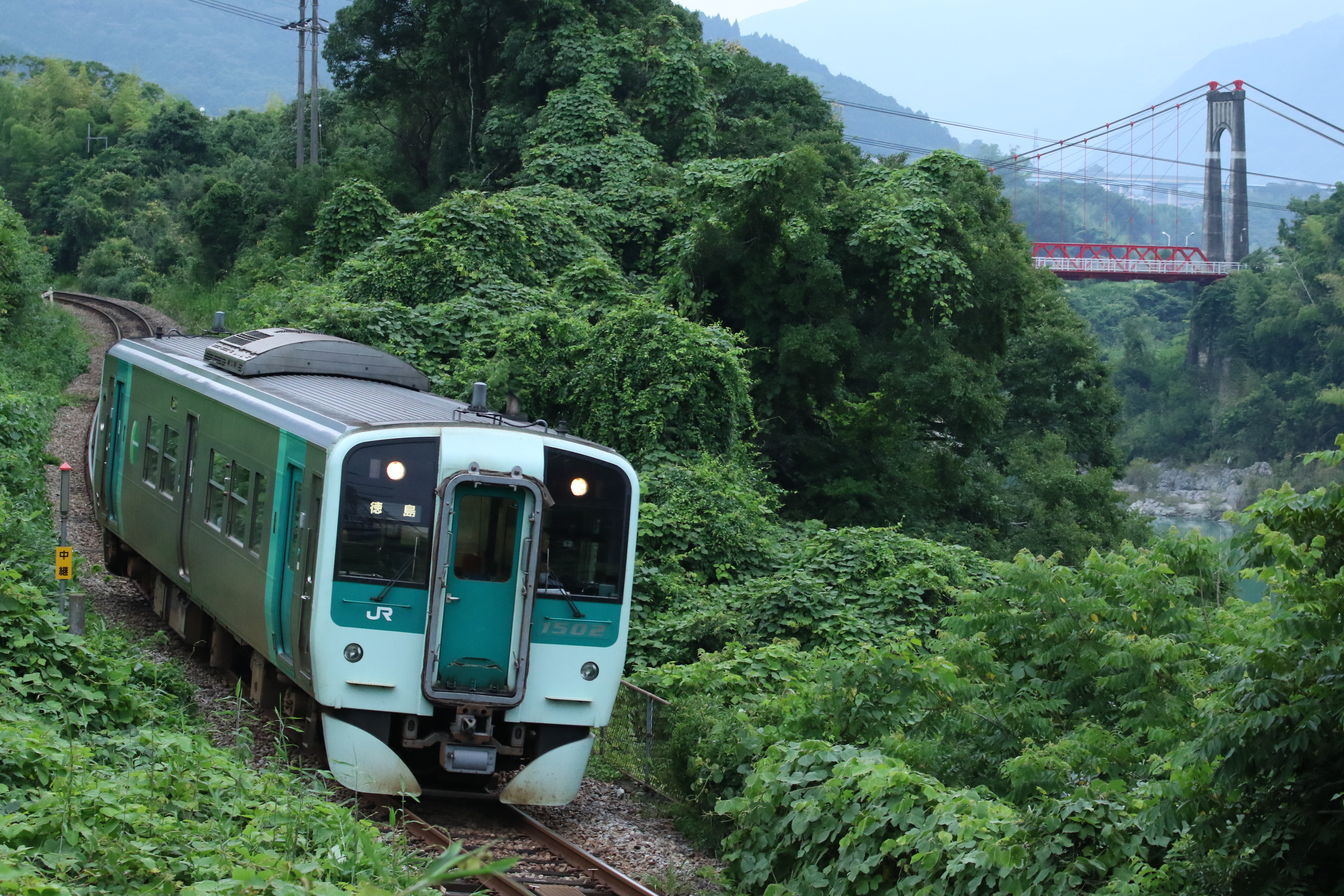
1500型柴聯車（辻 - 阿波加茂間）

### 過去使用车辆
- KiHa58系（日语：国鉄キハ58系気動車）
- KiHa40型・KiHa47型

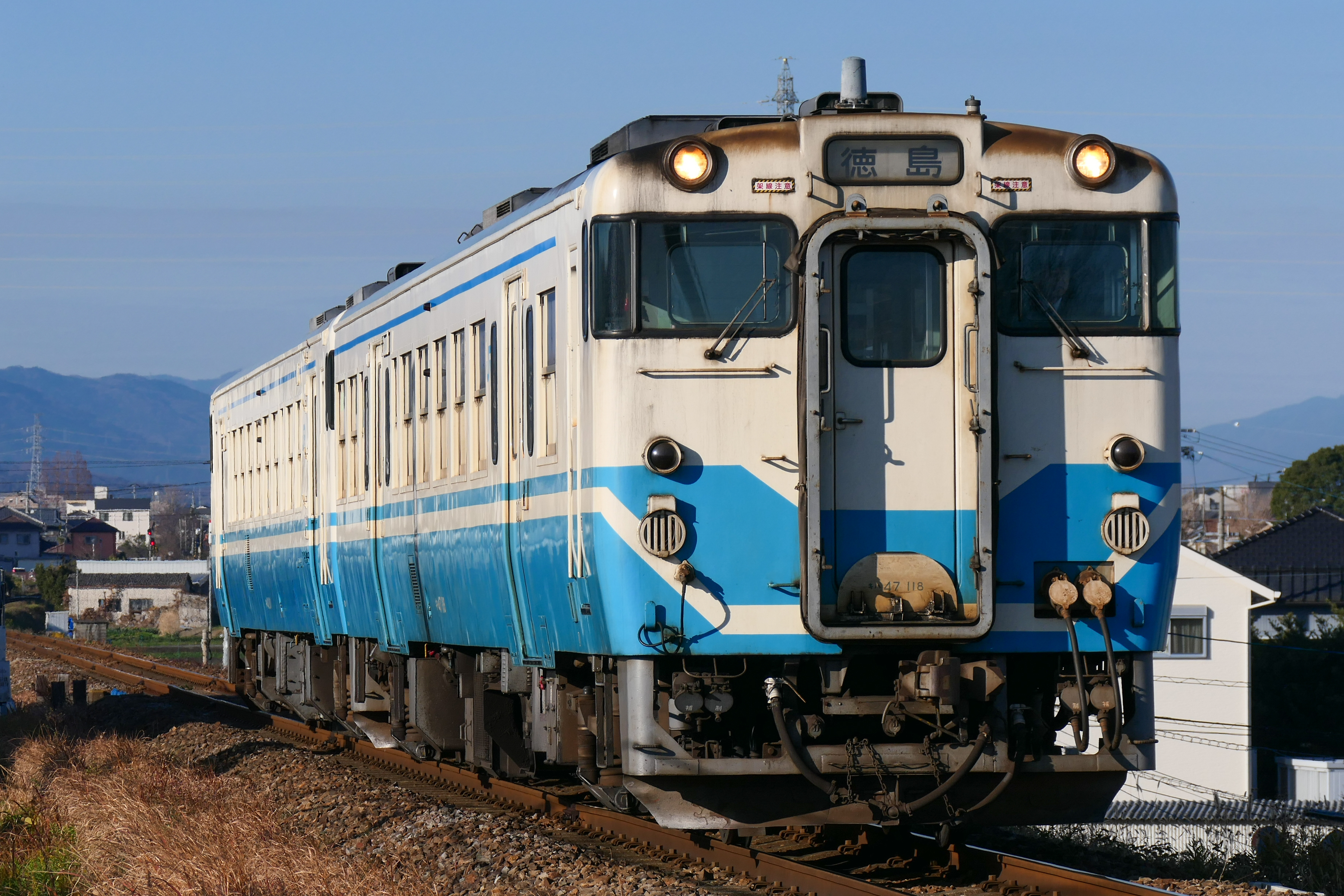
KiHa40形・KiHa47形（府中 - 鮎喰間）

## 历史

### 德島鐵道
现今德島線的德島 - 川田区间由私营铁路公司德島铁道建設，于1899~1907年间陆续开通，德島铁道与之后开通的小松島轻便铁道 (后来的牟岐線德島 - 中田間及小松島線)和小松島 - 大阪航路组成德島 - 大阪间的客貨运输通道。1906年在日俄战争衝擊下，鐵道國有化的呼聲提高，同年《鐵道國有法》頒布，德島鐵道被列入其中，並在1907年收歸國有。

### 日本國鐵
國有化之後，在1909年進行國有鐵道名稱制定，德島鐵道線被命名為德島線，1913年改为德島本线，隔年川田 - 阿波池田間延伸開業，現在的德島線区間全線開通。1931年现今属于土讚線的阿波池田 - 三绳間作为德島本线延伸线开通，1935年土讚線丰永 - 三绳间开通，德島本线阿波池田 - 三绳区间并入土讚線。1962年德島本线增设佃站，佃 - 阿波池田区间也并入土讚線，并在同年开行準急列车「阿佐」，经土讚線、德島線、牟岐線、小松島線、小松島渡轮，连接关西与高知。1986年国铁分割民营化前本线货物运输废止。

### 民營化
1987年国铁分割民营化，JR四國将德島 - 佐古間與高德線重叠的路段剔除，翌年又將路線名稱改為現名--德島線，1996年德島線完成高速化，开始开行特急列车劍山號。

## 車站列表
正式起點是佃站，此處以下行（佐古站→佃站）方向記述。為方便起見，末端部所有列車直通的德島站、阿波池田站也一併記載。
- 普通列車停靠所有車站。特急列車的停靠站參見「劍山號列車」
- 軌道（全線單線） … ◇、∧、∨：可列車交會（∧、∨：德島站－佐古站間是單線並列），｜：不可列車交會
- 所有車站都位於德島縣內

| 路線名稱 | 車站編號 | 中文站名 | 日文站名 | 英文站名 | 站間營業距離 | 佐古起計 營業距離                  | 接續路線                                 | 軌道            | 所在地 |
| -------- | -------- | -------- | -------- | -------- | ------------ | ---------------------------------- | ---------------------------------------- | --------------- | ------ |
| ※        | T00      | 德島     |          |          | -            | 1.4                                | 四國旅客鐵道：牟岐線                     | ∧               | 徳島市 |
| ※        | B01      | 佐古     |          |          | 1.4          | 0.0                                | 四國旅客鐵道：高德線（池谷方向）、鳴門線 | ∨               | 徳島市 |
| 德島線   | B01      | 佐古     |          |          | 1.4          | 0.0                                | 四國旅客鐵道：高德線（池谷方向）、鳴門線 | ∨               | 徳島市 |
| B02      | 藏本     |          |          | 1.9      | 1.9          |                                    | ◇                                        |                 | 徳島市 |
| B03      | 鮎喰     |          |          | 1.1      | 3.0          |                                    | ｜                                       |                 | 徳島市 |
| B04      | 府中     |          |          | 2.2      | 5.2          |                                    | ◇                                        |                 | 徳島市 |
| B05      | 石井     |          |          | 3.7      | 8.9          |                                    | ◇                                        | 名西郡 石井町   |        |
| B06      | 下浦     |          |          | 2.3      | 11.2         |                                    | ｜                                       | 名西郡 石井町   |        |
| B07      | 牛島     |          |          | 2.5      | 13.7         |                                    | ◇                                        | 吉野川市        |        |
| B08      | 麻植塚   |          |          | 2.0      | 15.7         |                                    | ｜                                       | 吉野川市        |        |
| B09      | 鴨島     |          |          | 1.8      | 17.5         |                                    | ◇                                        | 吉野川市        |        |
| B10      | 西麻植   |          |          | 1.9      | 19.4         |                                    | ｜                                       | 吉野川市        |        |
| B11      | 阿波川島 |          |          | 1.9      | 21.3         |                                    | ◇                                        | 吉野川市        |        |
| B12      | 學       |          |          | 3.5      | 24.8         |                                    | ◇                                        | 吉野川市        |        |
| B13      | 山瀨     |          |          | 2.8      | 27.6         |                                    | ◇                                        | 吉野川市        |        |
| B14      | 阿波山川 |          |          | 2.2      | 29.8         |                                    | ｜                                       | 吉野川市        |        |
| B15      | 川田     |          |          | 2.9      | 32.7         |                                    | ◇                                        | 吉野川市        |        |
| B16      | 穴吹     |          |          | 4.5      | 37.2         |                                    | ◇                                        | 美馬市          |        |
| B17      | 小島     |          |          | 5.7      | 42.9         |                                    | ◇                                        | 美馬市          |        |
| B18      | 貞光     |          |          | 5.2      | 48.1         |                                    | ◇                                        | 美馬郡 劍町     |        |
| B19      | 阿波半田 |          |          | 2.2      | 50.3         |                                    | ｜                                       | 美馬郡 劍町     |        |
| B20      | 江口     |          |          | 6.0      | 56.3         |                                    | ◇                                        | 三好郡 東三好町 |        |
| B21      | 三加茂   |          |          | 2.5      | 58.8         |                                    | ｜                                       | 三好郡 東三好町 |        |
| B22      | 阿波加茂 |          |          | 2.1      | 60.9         |                                    | ◇                                        | 三好郡 東三好町 |        |
| B23      | 辻       |          |          | 5.1      | 66.0         |                                    | ◇                                        | 三好市          |        |
| B24      | 佃       |          |          | 1.5      | 67.5         | 四國旅客鐵道：土讚線（多度津方向） | ◇                                        | 三好市          |        |
| B24      | 佃       | ※        |          | 1.5      | 67.5         | 四國旅客鐵道：土讚線（多度津方向） | ◇                                        | 三好市          |        |
| B25      | 阿波池田 |          |          | 5.1      | 72.6         | 四國旅客鐵道：土讚線（高知方向）   | ◇                                        | 三好市          |        |

1. ↑  鳴門線的起終點是高德線池谷站，該線的列車多數直通至德島站。
2. ↑  德島線列車同士不作交會。

- ※：德島站－佐古站間是高德線，佃站－阿波池田站間是土讚線

### 廢除路段
川田站－船戶站　
1914年3月25日廢除。川田站是初代，川田－船戶間廢除時移動到新線上成為現在的川田站（二代）。

### 廢站
廢除路段除外。
- 白鳥前站（日语：白鳥前駅）：1934年9月20日開業，1941年8月10日休止，府中－石井間